# Зальген
Зальген (нім. Salgen) — громада в Німеччині, знаходиться в землі Баварія. Підпорядковується адміністративному округу Швабія. Входить до складу району Унтеральгой. Складова частина об'єднання громад Пфаффенгаузен.
Площа — 23,30 км2. Населення становить 1434 ос. (станом на 31 грудня 2020).

## Галерея

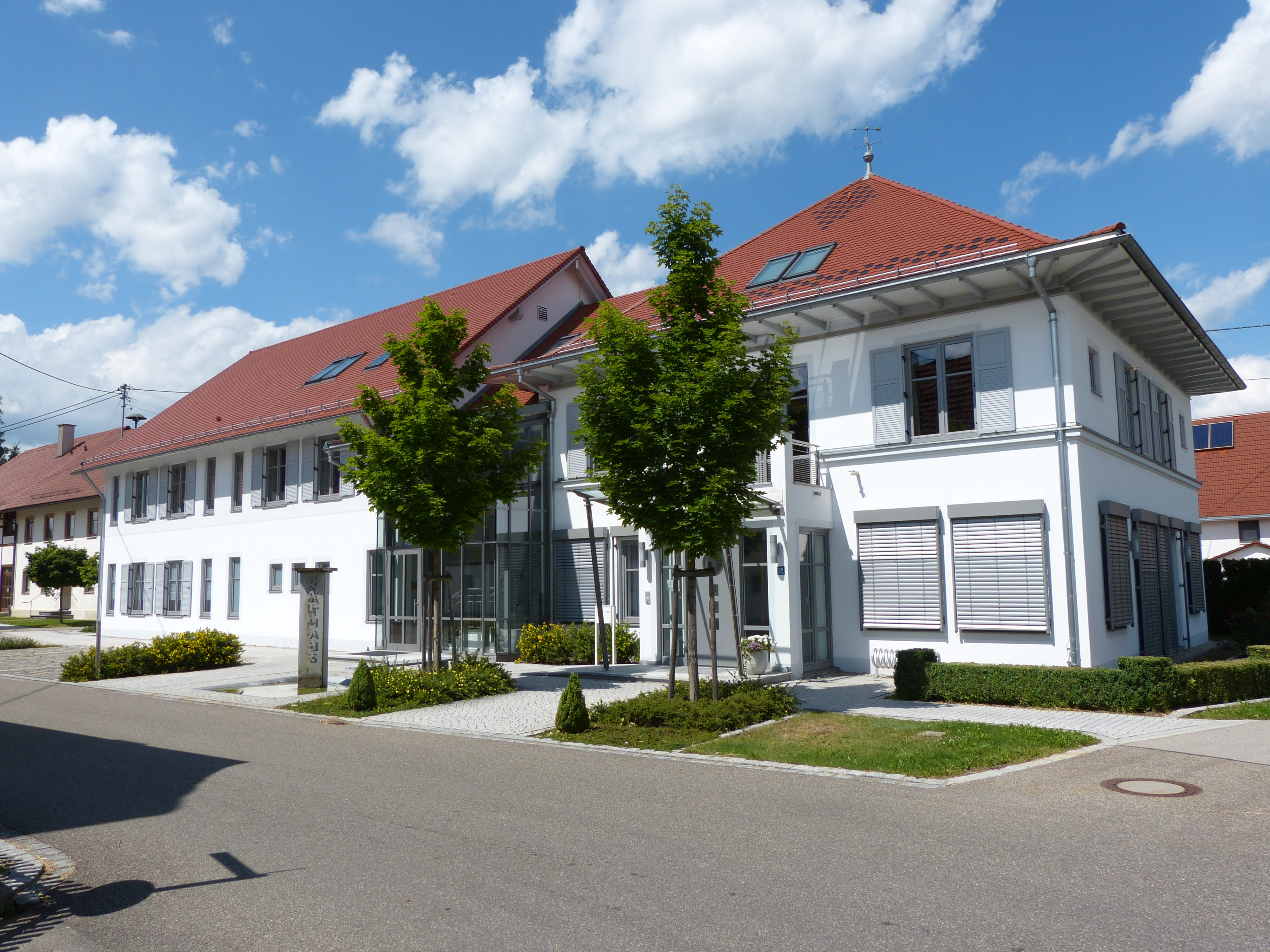